# Firebirth
| Recensione   | Giudizio |
| ------------ | -------- |
| AllMusic     |          |
| Classic Rock |          |
| Metal Hammer |          |
| Rock Hard    |          |

Firebirth è il decimo album in studio della rock band svizzera Gotthard, che è stato pubblicato in tutto il mondo il 1º giugno 2012 tramite l'etichetta discografica Nuclear Blast Records.
È il primo disco registrato con il cantante Nic Maeder, che ha preso il posto del compianto Steve Lee, morto tragicamente in un incidente stradale in Nevada il 5 ottobre 2010. A Lee fa riferimento la traccia Where Are You?.
La conferma che il CD è la "rinascita" letterale del gruppo, la si ha il 13 giugno quando l'album entra nella classifica svizzera al primo posto e nella top-ten tedesca per la seconda volta in assoluto.

## Video musicali
Per l'album sono stati registrati 4 videoclip che corrispondono ai singoli Remember It's Me, Starlight e ai brani Give Me Real e Yippie Aye Yay.

## Tracce[10]
1. Starlight – 4:29 (Maeder, Leoni, Scherer)
2. Give Me Real – 3:38 (Maeder, Leoni, Scherer)
3. Remember It's Me – 3:28 (Maeder, Leoni, Scherer)
4. Fight – 3:27 (Maeder, Leoni, Scherer)
5. Yippie Aye Yay – 4:38 (Maeder, Leoni, Scherer, Lynn, Lani)
6. Tell Me – 3:15 (Maeder, Leoni)
7. Shine – 3:50 (Maeder, Leoni, Scherer)
8. The Story Is Over – 4:09 (Maeder, Leoni, Scherer)
9. Right On – 3:53 (Maeder, Leoni, Scherer)
10. S.O.S. – 3:22 (Maeder, Leoni, Scherer)
11. Take It All Back – 3:18 (Maeder, Leoni, Scherer)
12. I Can – 3:10 (Maeder, Leoni, Scherer)
13. Where Are You? – 4:19 (Leoni)
14. Love Your Honey – 3:05 (Maeder, Leoni, Scherer) – [traccia bonus]
15. Starlight – 3:56 (Maeder, Leoni, Scherer) – [versione acustica] [traccia bonus]

Japanese bonus track
1. While My Guitar Gently Weeps (Beatles cover) – 5:35

## Formazione
- Nic Maeder - voce
- Leo Leoni - chitarra
- Freddy Scherer - chitarra
- Marc Lynn - basso
- Hena Habegger - batteria

## Posizioni in classifica
| Paese    | Posizione |
| -------- | --------- |
| Svizzera | 1         |
| Germania | 9         |
| Austria  | 33        |
| Svezia   | 49        |
| Francia  | 187       |